# Быково (Восточно-Казахстанская область)
Быково (каз. Быково) — село в Алтайском районе Восточно-Казахстанской области Казахстана. Входит в состав Малеевского сельского округа. Находится примерно в 21 км к востоку от районного центра, города Алтай. Код КАТО — 634839300.

## Население
В 1999 году население села составляло 414 человек (214 мужчин и 200 женщин). По данным переписи 2009 года, в селе проживали 374 человека (195 мужчин и 179 женщин).
В 2021 году население села составляет 262 человека (134 мужчин и 128 женщин)